# Herbert Loebl

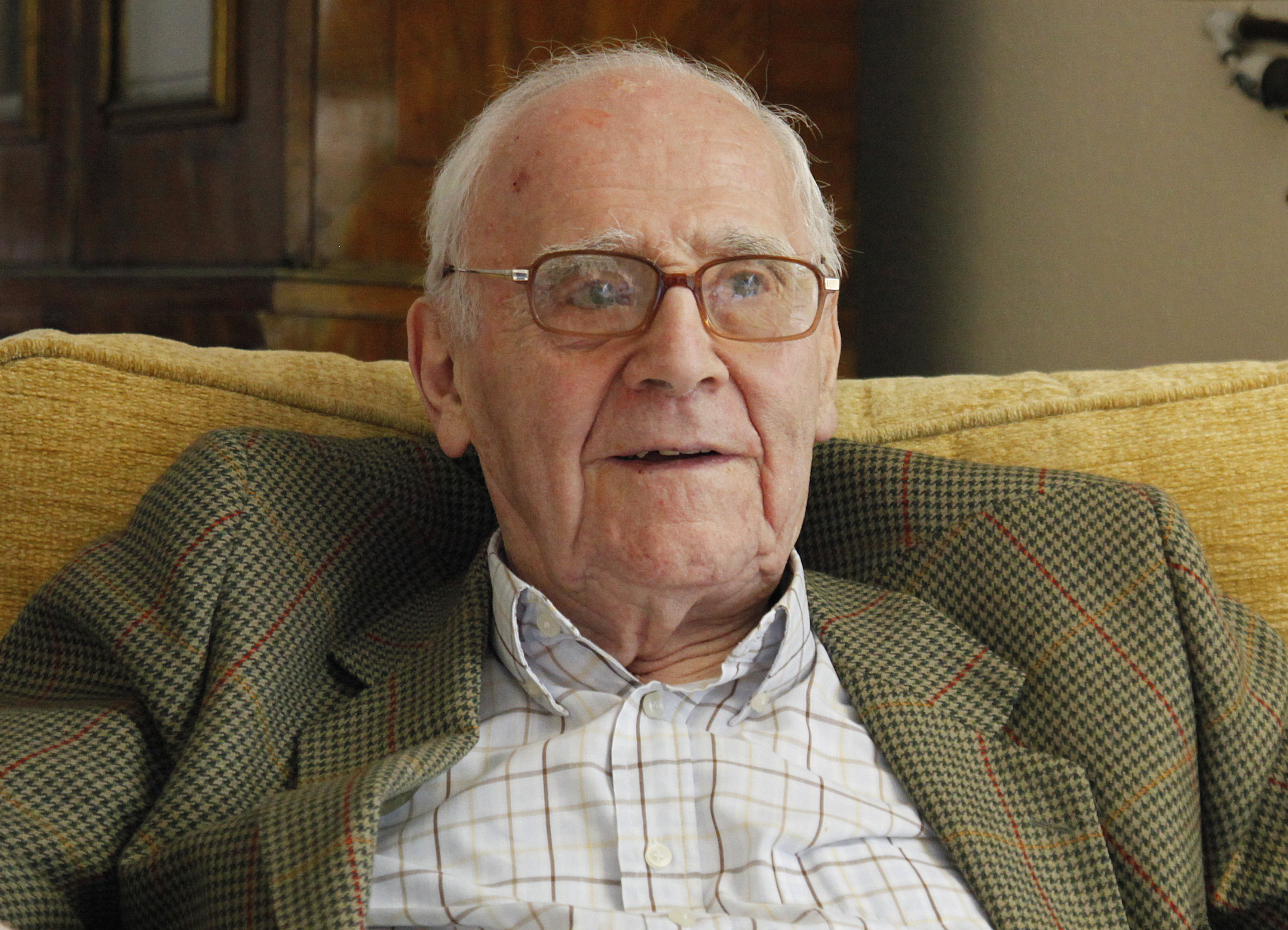
Herbert Loebl

Herbert Loebl OBE (* 18. April 1923 in Bamberg, Oberfranken, Bayern; gestorben am 28. Januar 2013 in Newcastle upon Tyne, England) war ein deutsch-britischer Elektroingenieur, Unternehmens-Mitgründer, Historiker, Autor und Philanthrop. Durch sein unternehmerisches Wirken war er maßgeblich an der nachhaltigen wirtschaftlichen Entwicklung des Nordens Englands und dessen Arbeitsmarkts beteiligt. Mit seiner späteren historischen Arbeit trug er in erheblichem Maß zur Erforschung des jüdischen Lebens vor dem Holocaust in seiner Geburtsstadt Bamberg bei.

## Familie

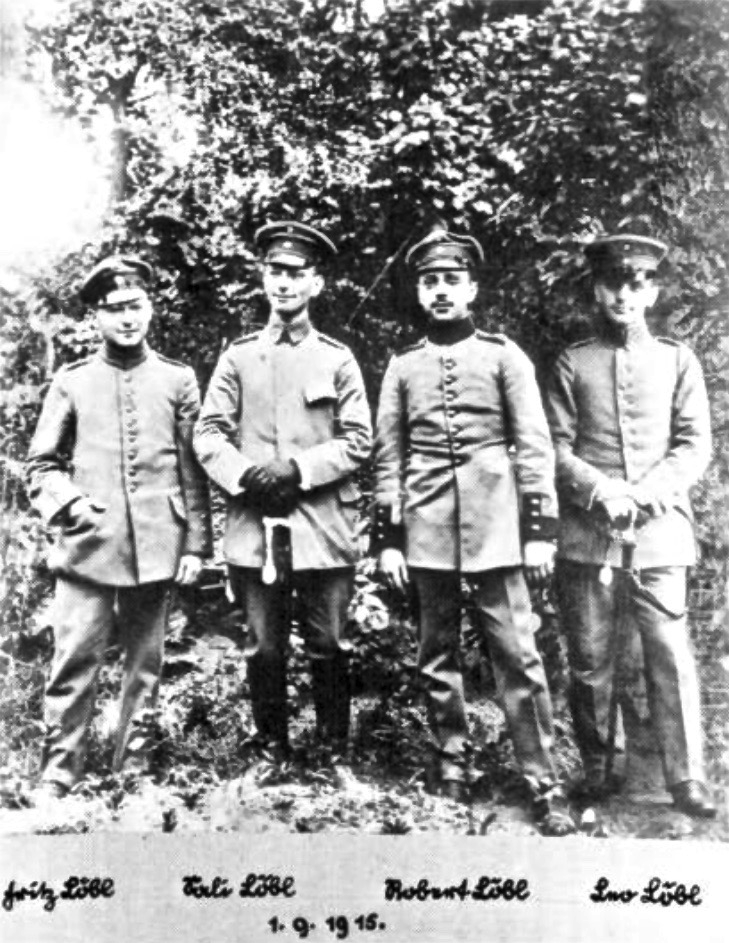
Herbert Loebls Vater Robert Löbl (3. v. links) mit seinen drei Brüdern Fritz, Salomon „Sali“ und Leopold „Leo“, 1915

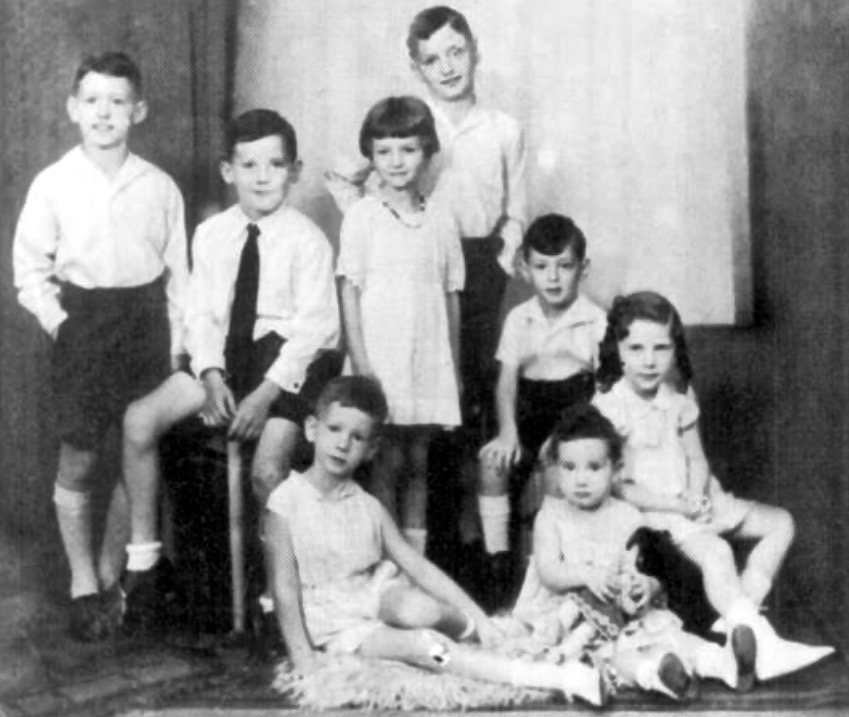
Herbert Loebl (2. von links), seine beiden Schwestern Lili und Hanna ganz rechts, mit ihren Cousins, 1932

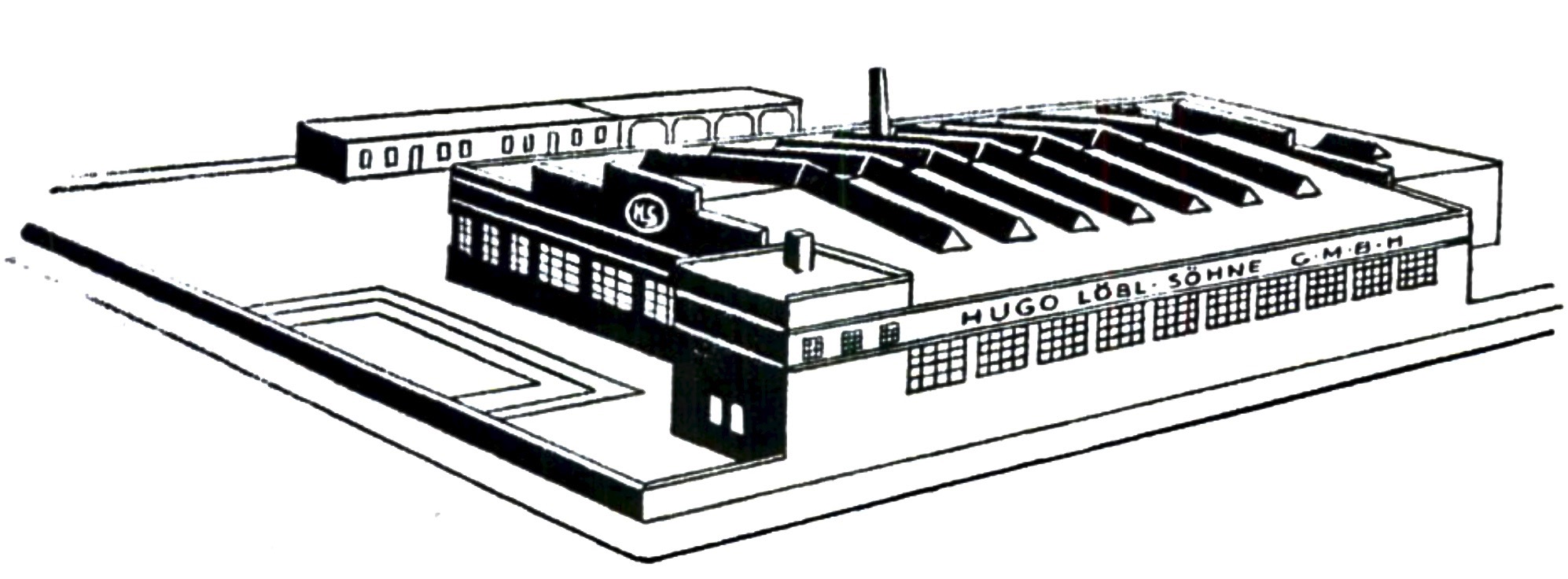
Fabrikgelände der Hugo Löbl Söhne G.m.b.H. (Logo: HLS, Markenname: Hulorit) in Bamberg, Lichtenhaidestr. 9, bis heute an der Ecke Hohmannstraße erhalten

Er war der einzige Sohn des oberfränkischen Elektroingenieurs Robert Löbl (* 15. Oktober 1892 in Bamberg; gestorben am 12. Mai 1949 in Birmingham) und dessen Ehefrau Marie, geborene Rosenfelder (* 7. Juli 1899 in Bamberg; gestorben am 2. August 1996 in Newcastle upon Tyne). Er hatte zwei Schwestern, Hanna (* 27. Oktober 1926 in Bamberg; gestorben am 25. April 2009 ebenda), später verheiratete Bud, und Lili (* 1930 in Bamberg).
Seine beiden Großmütter, Karoline „Lina“ Löbl, geborene Schloss (* 23. August 1861 in Maroldsweisach, Unterfranken; gestorben am 29. September 1942 im Ghetto Minsk), und Rosalie Rosenfelder, geborene Rödelheimer (* 5. April 1875 in Bamberg; gestorben nach dem 18. Mai 1944 im KZ Auschwitz-Birkenau), wurden während der Shoah ermordet.
Seine Großväter Hugo Löbl (* 19. August 1857 in Saaz, Böhmen; gestorben am 18. Februar 1929 in Bamberg) und Max Rosenfelder (* 13. November 1862 in Bamberg; gestorben am 24. Februar 1936 ebenda) starben eines natürlichen Todes.
Hugo Löbl hatte in Bamberg zunächst Bekleidungsgeschäfte betrieben, in der Austraße 23 und in der Straße Obere Brücke 10 (heute: Nr. 8), bevor er dazu überging, unter der Firmierung Hugo Löbl Elektrische Klein-Industrie, Bamberg – Paris erst mit Gas betriebene und bald elektrisch und mit Batterie betriebene Leuchten, Telefone, Feuerzeuge, Türklingeln und Zubehör wie Glühlampen und Batterien zu verkaufen, ab 1917 in der Bamberger Luitpoldstraße 27, wo er im Hof des Anwesens ein mehrgeschossiges Firmengebäude errichten ließ. Herbert Loebls Vater Robert agierte ab etwa 1911 als Agent der Firma in Paris, wo er sich zur Ausbildung aufhielt. Ab 1924 wurde die Fabrikation von Elektroerzeugnissen vom Groß- und Einzelhandel abgetrennt und firmierte unter Hugo Löbl Söhne G.m.b.H. (Logo: HLS, Markenname: Hulorit). Im Jahr 1928 wurde eine große Fabrikhalle in Bambergs Industriegebiet in der Lichtenhaidestraße 9 errichtet, in der Anfang der 1930er Jahre rund 200 Mitarbeiter beschäftigt waren. Seit der zwangsweisen „Arisierung“ von 1938 ging dieses Unternehmen in Lindner u. Co. (später: Lindner GmbH) auf, während der Groß- und Einzelhandel von dem lokalen Wettbewerber Gustav Zenetti übernommen wurde, beide Unternehmen weit unter Wert.
Herbert Loebl heiratete die aus Prag stammende Annalisa „Anne“, geborene Wertheimer (1931–2013). Seine Ehefrau war eine Tochter des Juristen Jan Hans Wertheimer (* 20. August 1894 in Smirschitz, Österreich-Ungarn; gestorben nach dem 6. September 1943 im KZ Auschwitz-Birkenau) und dessen Ehefrau Helena „Hella“, geborene Fanta (* 9. Januar 1898 in Teplitz-Schönau, Böhmen; gestorben nach dem 6. September 1943 im KZ Auschwitz-Birkenau). Aus dieser Ehe gingen drei Kinder hervor.
Der ursprüngliche Familienname Löbl wurde von den einzelnen Familienangehörigen nach der Emigration in unterschiedlicher Weise an den jeweiligen Sprachgebrauch angeglichen, zu „Loebl“, zu „Lobl“, zu „Loble“, „Loebel“ und „Loval“.

## Schule, Ausbildung und Studium
Herbert Loebl besuchte in seiner Geburtsstadt die Grundschule und das Neue Humanistische Gymnasium, das er im April 1938 aufgrund seiner jüdischen Herkunft verlassen musste. Mit der „Reichskristallnacht“ vom 9. zum 10. November 1938 endete sein Ausbildungsverhältnis als Werkzeugmacher. Am 6. Dezember 1938 emigrierte er als 15-Jähriger nach England. In Dover, in der Grafschaft Kent, besuchte er für sechs Monate die Dover Grammar School. Im folgenden Jahr emigrierten auch seine Eltern mit seinen jüngeren Schwestern nach England, so dass die Familie wieder beisammen war. Ab Juli 1939 arbeitete er, wie bereits in Bamberg, erneut als Lehrling im elektrotechnischen Unternehmen Loblite Electric Ltd. seines Vaters und seines Onkels Fritz Siegfried (* 8. April 1886 in Bamberg; gestorben am 22. November 1956 ebenda) in Team Valley bei Gateshead mit. Eine solche Fabrik hatten sein Vater Robert und sein Onkel bereits in Bamberg betrieben. In Gosforth erwarb der Vater für seine Familie ein Haus. Nach Beginn des Zweiten Weltkrieges wurde Herbert Loebls Ausbildung durch seine Internierung als Enemy Alien im Hutchinson Internment Camp auf der Isle of Man von Mai bis November 1940 unterbrochen. Von 1943 bis 1945 war er als Werkzeugmacher bei Wolfe’s Tools beschäftigt. 1949 graduierte er 26-jährig als Elektroingenieur (Bachelor of Science, B.Sc.) am King’s College in Newcastle. Drei Wochen zuvor war sein Vater 56-jährig verstorben.
Ein weiteres Studium in den 1970er und 1980er Jahren schloss er 55-jährig im Jahr 1978 als Master of Philosophy (Magister Philosophiae) mit seiner Master’s Thesis zum Thema Government-financed factories and the establishment of industries by refugees in the special area of the North of England 1937–1961 an der Durham University ab und promovierte 62-jährig im Jahr 1985 zum Ph.D. (Philosophiae Doctor) an der Newcastle University.

## Wirken
Nach seinem ersten Studienabschluss arbeitete er zunächst für 18 Monate bei A. Reyrolle & Company als technischer Zeichner, weil er von seinem Onkel Fritz Siegfried Löbl, dem Mitinhaber des Unternehmens seines Vaters, fachlich nicht akzeptiert wurde. Während seines Studiums hatte er seinen Kommilitonen Robert Joyce kennengelernt, mit dem er ab Mai 1950 eine geschäftliche Partnerschaft für elektronische wissenschaftliche Apparate einging, die auf einem Anfangskapital von lediglich 200 Pfund Sterling beruhte. Das Unternehmen startete unter dem Bogen einer Eisenbahnbrücke und zog später in ein früheres Schulgebäude um, bevor eine regelrechte Fertigungshalle errichtet wurde.
Das gemeinsame Unternehmen Joyce, Loebl & Company exportierte mehr als 70 Prozent seiner Produkte. Als es schließlich 1960 an ein US-amerikanisches Unternehmen verkauft wurde, beschäftigten Joyce, Loebl & Company rund 500 Angestellte. Schätzungen zufolge sind aus diesem Unternehmen heraus etwa 45 weitere Unternehmen in der Region entstanden. Zu den herausragenden Produktentwicklungen zählen das Mikrodensitometer und das MecoLab, ein System zur Blutanalyse.
Nach dem Unternehmensverkauf blieb Loebl weitere vier Jahre im Aufsichtsrat des Unternehmens. Ab 1964 betrieb er eine Beraterfirma (consultancy practice), bis er ab etwa Mitte der 1970er Jahre beschloss, seine wissenschaftliche Ausbildung auf eine breitere Basis zu stellen. Er begann ein Masterstudium, das er 1978 abschloss. 1985 promovierte er an der Newcastle University. Danach widmete er sich der Erforschung der Geschichte der Juden seiner Heimatstadt Bamberg und seiner eigenen oberfränkischen Familienhistorie. Er äußerte, dass er als Archivar wohl auch glücklich geworden wäre.

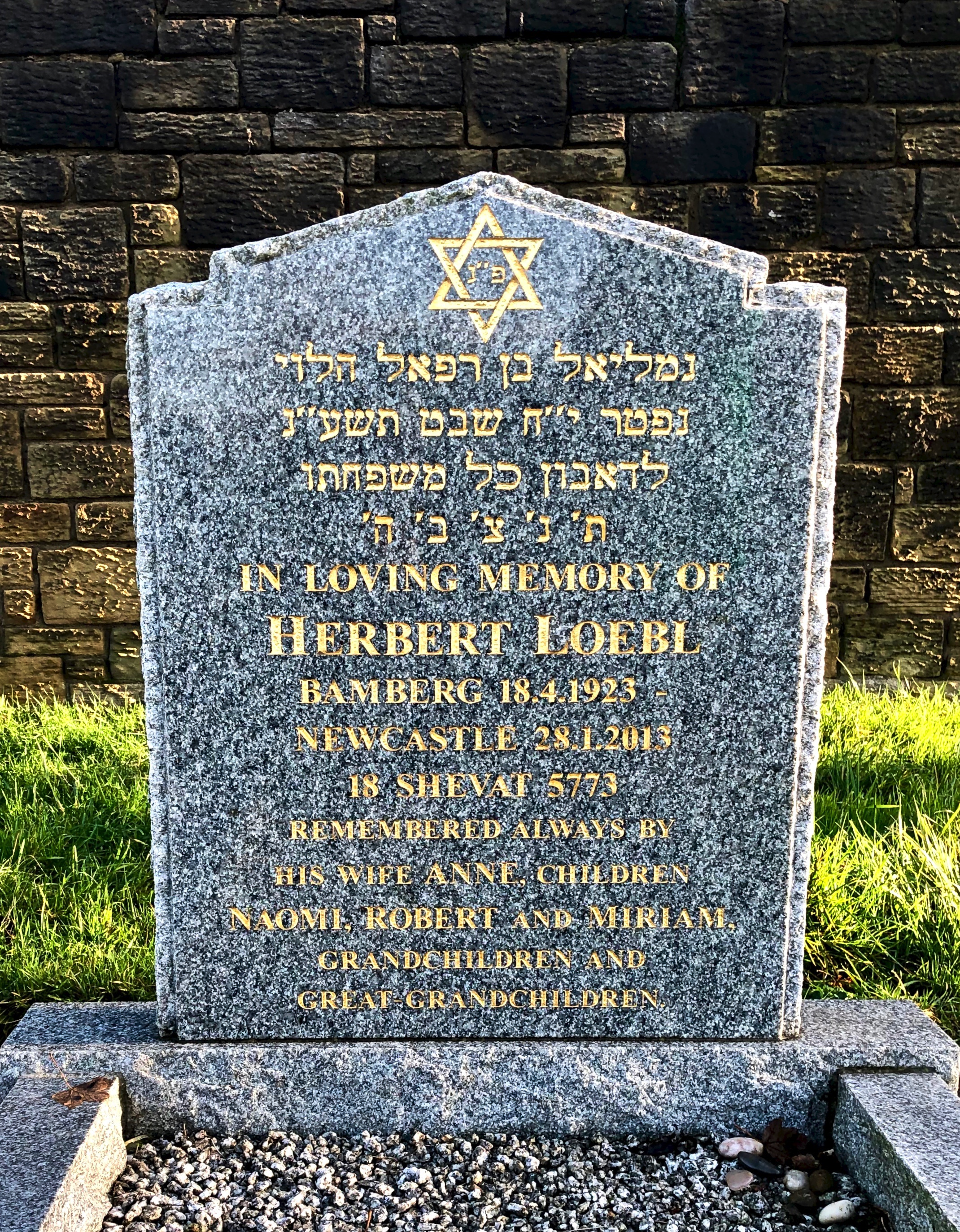
Grabstein des Herbert Loebl in Newcastle upon Tyne, November 2019

1973 wurde er für seine Verdienste um die britische Exportwirtschaft durch Königin Elizabeth II. mit dem Titel eines Officer of the Most Noble Order of the British Empire ausgezeichnet. 1996 wurde er von seiner Geburtsstadt Bamberg mit der selten vergebenen Bürgermedaille geehrt, im Folgejahr erhielt er durch Bundespräsident Roman Herzog das Verdienstkreuz am Bande des Verdienstordens der Bundesrepublik Deutschland. Im Jahr 2001 wurde er durch den bayerischen Ministerpräsidenten Edmund Stoiber mit dem Bayerischen Verdienstorden ausgezeichnet. 2003 wurde er mit dem Ehrendoktorat der University of Newcastle upon Tyne gewürdigt.
Herbert Loebl verstarb im Alter von 89 Jahren und wurde im jüdischen Teil des Byker and Heaton Municipal Cemetery in Newcastle upon Tyne beigesetzt.

„Mit Herbert Loebl verlieren wir eine große Persönlichkeit, die wertvolle Forschungs- und Informationsarbeit zur Geschichte der Juden in Bamberg geleistet hat. Vor allem aber hat er sich nach eigenen leidvollen Erfahrungen große Verdienste um die Aussöhnung zwischen Juden und nichtjüdischen Deutschen erworben.“

Der Nachlass von Herbert Loebl, darunter insbesondere seine Forschung zu der ehemaligen jüdischen Gemeinde der Stadt Bamberg, befindet sich im Stadtarchiv Bamberg und im Leo Baeck Institut (LBI).

## Veröffentlichungen (Auswahl)
- Government-financed factories and the establishment of industries by refugees in the special area of the North of England 1937–1961. Master’s thesis, Durham University, Durham 1978. OCLC 1071154081
- Refugees from the Third Reich and Industry in the Depressed Areas in Britain. In: Werner E. Mosse, Julius Carlebach et al.: Second Chance – Two centuries of German-speaking Jews in the United Kingdom (= Schriftenreihe wissenschaftlicher Abhandlungen des Leo Baeck Instituts, Nr. 48). J. C. B. Mohr / Paul Siebeck, Tübingen 1991, ISBN 3-1614-5741-2, S. 379–403.
- Refugee Industries in the Special Areas of Britain. In: Gerhard Hirschfeld, John P. Fox, Nikolaus Creutzfeld, Gisela Riff et al.: Exile in Great Britain, S. 219–249. Deutsche Ausgaben: Exil in Großbritannien – Zur Emigration aus dem nationalsozialistischen Deutschland (= Veröffentlichungen des Deutschen Historischen Instituts in London, Bd. 14). Klett-Cotta, Stuttgart 1983. OCLC 644309124 und Offprint: Flüchtlingsunternehmen in den wirtschaftlichen Krisengebieten Großbritanniens. Klett-Cotta, Stuttgart 1983. OCLC 971002428
- mit Rainer Pape: Entwicklungslinien der technischen Kommunikation – Elektrophoretische Farbbildaufzeichnung mit hoher Bildgüte (= Forschungsbericht des Bundesministeriums für Forschung und Technologie, Technologische Forschung und Entwicklung, T. 83–319). Eggenstein-Leopoldshafen, Fachinformationszentrum Energie, Physik, Mathematik, 1983. OCLC 257149809
- Government-financed factories in the North East of England in the context of the evolution of regional policy 1934–48. Ph. D. Thesis, University of Newcastle upon Tyne 1985. OCLC 13549104
- Letter from Bamberg. Periodikum, Newcastle upon Tyne, 1986–2003. OCLC 633077265
- The Holocaust – 1800 Years in the Making. Exemplified since ca. 1030 by the Experience of the Jewish Community of Bamberg in Franconia. A course of 9 lectures. Department of Religious Studies, University of Newcastle upon Tyne, Winter Term 1989. Selbstverlag, Newcastle upon Tyne 1989. OCLC 630421121 Darin nicht enthalten: Chapter IV The Bamberger Families of Burgkunstadt and Mitwitz, unvollendet, unveröffentlicht, 80 Seiten inkl. Titelblatt.
- Government Factories and the Origins of British Regional Policy, 1934–1984. Including a Case Study of North Eastern Trading Estates Ltd. Aldershot, Avebury 1988, ISBN 0-5660-5343-8.
- Das Refugee Industries Committee. Eine wenig bekannte britische Hilfsorganisation. In: Thomas Koebner, Wulf Köpke, Claus-Dieter Krohn: Politische Aspekte des Exils (= Exilforschung, Band 8). Text + Kritik, München 1990. ISBN 3-8837-7366-2.
- Der Kompetenzstreit um den „Judenschutz“ im Fürstbistum Bamberg. Sonderdruck aus: 128. Bericht des Historischen Vereins Bamberg, Bamberg 1992. OCLC 234111111
- Juden in Bamberg – Die Jahrzehnte vor dem Holocaust. Verlag Fränkischer Tag, Bamberg 2000. ISBN 978-3-9286-4848-6.
- Outsider In – Memoirs of Business and Public Work in the North-East of England 1951–1984. Fen Drayton, Newcastle upon Tyne 2001. OCLC 635097259
- Portraits und Gruppenaufnahmen Bamberger Juden in den Veröffentlichungen von Herbert Löbl, o. V., o. O., ca. 2003. OCLC 634539114
- A Coat Too Long – An Illustrated Autobiography. Fen Drayton, Newcastle upon Tyne 2005. OCLC 914390912
- mit Nikolai Czugunow-Schmitt: Gedenkfeiern zum Internationalen Holocaustgedenktag 2005 und 2006. Willy-Aron-Gesellschaft, Bamberg 2007. OCLC 246666394

## Herbert Loebl Export Academy
Eine großzügige Spende von Herbert Loebl an die Newcastle University wurde dazu verwendet, eine nach ihm benannte Abteilung der Business School zu begründen, die auf den Export fokussiert.

## Ehrungen
- 1973 – Officer of the Most Noble Order of the British Empire
- 1996 – Bürgermedaille der Stadt Bamberg
- 1997 – Verdienstkreuz am Bande des Verdienstordens der Bundesrepublik Deutschland
- 2001 – Bayerischer Verdienstorden
- 2003 – Ehrendoktorat der University of Newcastle upon Tyne
- 2008 – Ehrenmitglied des Jüdischen Lehrhauses Bamberg[35]
- 2010 – Lifetime Achievement Award der North East Business Executive[36][37]

## Video
- Dr. Herbert Loebl, Emigrant. In: Haus der Bayerischen Geschichte, Zeitzeugen berichten, auf: hdgb.eu